# Jicarero (Morelos)
Jicarero es una localidad del estado mexicano de Morelos. Es parte del municipio de Jojutla.

## Demografía
| Gráfica de evolución demográfica |
|                                  |

| Censo | Población |
| ----- | --------- |
| 1900  | 138       |
| 1910  | 232       |
| 1921  | 25        |
| 1930  | 121       |
| 1940  | 212       |
| 1950  | 252       |
| 1960  | 258       |
| 1970  | 365       |
| 1980  | 746       |
| 1990  | 734       |
| 2000  | 1006      |
| 2010  | 1151      |
| 2020  | 1300      |